# Jules Valois Smith
Jules Valois Smith (circa 1942/1943) is een Surinaams dammer.

## Biografie
Jules Valois Smith begon in 1959 met dammen en sloot zich in 1960 aan bij de damclub van het Jeugdcentrum. In 1961 deed hij mee met het nationale jeugdkampioenschap en werd hij tweede, na John Sadiek.
In 1962 werd er tweemaal een Surinaams kampioenschap gehouden, waarvan Jacques Amzand het eerste won. Tijdens het tweede kampioenschap werd hij uiteindelijk door Jules Valois Smith verslagen die daarmee op 19-jarige leeftijd de jongste damkampioen van Suriname ooit werd. Vervolgens werd Valois Smith afgevaardigd naar twee buitenlandse toernooien: het WK-Kandidatentoernooi in Luik, België, werd hij gedeeld vijfde en in Hoogezand-Sappemeer, Nederland, werd hij negende.
In 1962 prolongeerde hij zijn nationale titel en in 1968 werd hij eerste tijdens het Toernooi der Kampioenen met de topspelers van dat moment van Suriname. In 1976 kreeg hij door de Surinaamse Dambond met een groep dammers met terugwerkende kracht de grootmeestertitel dammen toegekend.

## Palmares
Hij behaalde een podiumplaats tijdens de volgende kampioenschappen:
| Jaar | plaats | kampioenschap                    |
| ---- | ------ | -------------------------------- |
| 1961 | Zilver | Surinaams jeugdkampioenschap     |
| 1962 | Goud   | Surinaams kampioenschap          |
| 1963 | Goud   | Surinaams kampioenschap          |
| 1968 | Goud   | Toernooi der Kampioenen Suriname |